# Loana Radecki
Loana Katharina Radecki (* 1963 in Berlin) ist ein ehemaliges deutsches Fotomodell sowie Schönheitskönigin.
1983 wurde sie als Miss Berlin im Grand-Hôtel de l’Europe von Badgastein (Österreich) zur Miss Germany gewählt. Im Juli des gleichen Jahres erreichte sie bei der Miss Universe in St. Louis (Missouri) das Halbfinale und nahm im Oktober an der Miss International in Osaka teil. Im März 1984 belegte sie bei der Miss Europe in Badgastein Platz 5.

## Name
Radecki erhielt ihren Vornamen nach dem Musiktitel Loana-O aus dem Film Träume von der Südsee von 1957, den ihre Eltern sahen und in dem die Miss Germany 1956, Marina Orschel, eine Hauptrolle spielte.

## Filmografie
Radecki war die Protagonistin des dokumentarischen Films Thron und Taxi über ihre Wahl und die nachfolgenden Engagements als Miss Germany 1983. Ausführlicher zu Wort kamen auch die Fünfte der Wahl, Veronika Schaker, und der damalige Veranstalter Erich Reindl. Die TV-Erstaufführung gab es am 5. Dezember 1984 im ZDF in der Reihe Das kleine Fernsehspiel.

## Einzelnachweis
1. ↑  Radeckis Mutter in Thron und Taxi

| Vorgängerin       | Amt               | Nachfolgerin  |
| ----------------- | ----------------- | ------------- |
| Kerstin Paeserack | Miss Germany 1983 | Brigitte Berx |

'
| Personendaten    | Personendaten                                 |
| ---------------- | --------------------------------------------- |
| NAME             | Radecki, Loana                                |
| ALTERNATIVNAMEN  | Radecki, Loana Katharina (vollständiger Name) |
| KURZBESCHREIBUNG | deutsches Fotomodell und Schönheitskönigin    |
| GEBURTSDATUM     | 20. Jahrhundert                               |